# 1932 في الأرجنتين
فيما يلي قوائم الأحداث التي وقعت خلال عام 1932 في الأرجنتين.

## سياسة

### تعيين في المنصب
- 20 يناير – رامون كاستيو عضو مجلس الشيوخ الأرجنتيني.
- 20 فبراير – أغوستين بيدرو خوستو رئيس الأرجنتين.

### انتهاء فترة المنصب
- 19 فبراير – خوسيه فيلكس أوريبورو رئيس الأرجنتين.

## مواليد

### مايو
- 27 مايو – خوسيه فاراكا لاعب كرة قدم أرجنتيني.

### يوليو
- 17 يوليو – كينو

### أكتوبر
- 6 أكتوبر – لودوفيكو أفيو لاعب كرة قدم أرجنتيني.

### نوفمبر
- 28 نوفمبر – غاتو باربييري موسيقي أرجنتيني.

## وفيات

### أبريل
- 29 أبريل – خوسيه فيلكس أوريبورو (مواليد 1868)